# Comitatul Alba de Jos
Comitatul Alba de Jos, alternativ Comitatul Albei Inferior, cunoscut și ca Varmeghia Albei (în maghiară Alsó-Fehér vármegye, în germană Unterweißenburger Komitat, în latină Comitatus Albensis Inferior), a fost o unitate administrativă a Regatului Ungariei. Capitala comitatului a fost în evul mediu orașul Alba Iulia, iar între 1878-1919 orașul Aiud.

## Geografie
Comitatul Alba de Jos se învecina la vest cu Comitatul Hunedoara (Hunyad), la nord cu Comitatul Turda-Arieș (Torda-Aranyos), la est cu comitatele Târnava Mică (Kis-Küküllő) și Târnava Mare (Nagy-Küküllő), iar la sud cu Comitatul Sibiu (Szeben). Comitatul Alba de Jos era străbătut de râurile Mureș și Târnava. Suprafața comitatului în 1910 era de 3.646 km², incluzând suprafețele de apă.

## Istorie
Comitatul Alba de Jos a fost format atunci când Comitatul Alba a fost divizat în timpul Evului Mediu târziu. Cealaltă jumătate a sa, denumită Alba de Sus (în maghiară Felső-Fehér), constând mai ales din enclave locuite de sași și secui, a existat până în 1876, când structura administrativă a Transilvaniei a fost schimbată, iar Comitatul Alba de Jos a fost modificat, în timp ce Comitatul Alba de Sus a fost în întregime eliminat și asimilat altor comitate înconjurătoare. În 1918, urmată fiind de confirmarea Tratatului de la Trianon din 1920, comitatul, alături de întreaga Transilvanie istorică, a devenit parte a României. Teritoriul Comitatului Alba de Jos se regăsește azi în județele Alba, Sibiu și Mureș.

## Demografie
În 1910, populația comitatului era de 221.618 locuitori, dintre care 217.859 (98,31%) alcătuiau cele trei grupuri majoritare după cum urmează: 
- Români -- 171.483 (77,37%)
- Maghiari -- 39.107 (17,64%)
- Germani -- 7.269 (3,27%)

În timp ce majoritatea covârșitoare a românilor locuia în sate, majoritatea maghiarilor locuia în orașele comitatului (Alba Iulia, Aiud, Abrud, Ocna Sibiului, etc.), respectiv în districtele Marosújvár și Nagyenyed.

## Subdiviziuni
La începutul secolului al XX-lea, subdiviziunile comitatului Alba de Jos erau următoarele:

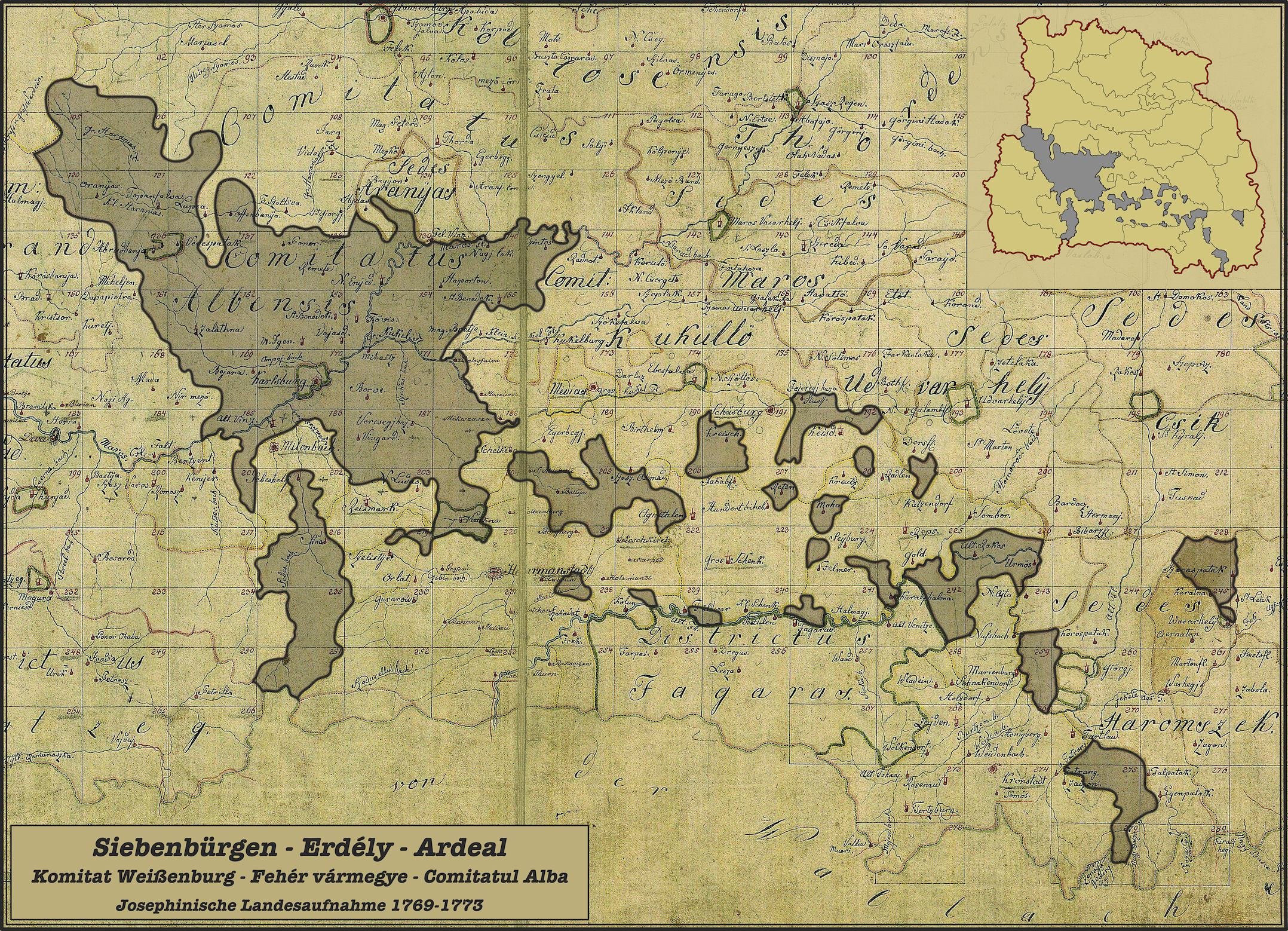
Comitatul Alba în Harta Iosefină a Transilvaniei, 1769-73

| Cercuri (járás)                                          | Cercuri (járás)              |
| Cercuri                                                  | Capitală                     |
| -------------------------------------------------------- | ---------------------------- |
| Alvinc                                                   | Alvinc --- Vințu de Jos      |
| Balázsfalva                                              | Balázsfalva --- Blaj         |
| Kisenyed                                                 | Vízakna --- Ocna Sibiului    |
| Magyarigen                                               | Magyarigen --- Ighiu         |
| Marosújvár                                               | Marosújvár --- Ocna Mureș    |
| Nagyenyed                                                | Nagyenyed --- Aiud           |
| Tövis                                                    | Tövis --- Teiuș              |
| Verespatak                                               | Verespatak --- Roșia Montană |
| Orașe cu magistrat reglementat (rendezett tanácsú város) |                              |
| Abrudbánya --- Abrud                                     |                              |
| Gyulafehérvár --- Alba Iulia                             |                              |
| Nagyenyed --- Aiud                                       |                              |
| Vízakna --- Ocna Sibiului                                |                              |